# Firaxis Games
Firaxis Games — американська компанія-розробник відеоігор, найбільше відома за серією глобальних стратегій «Civilization».

## Історія

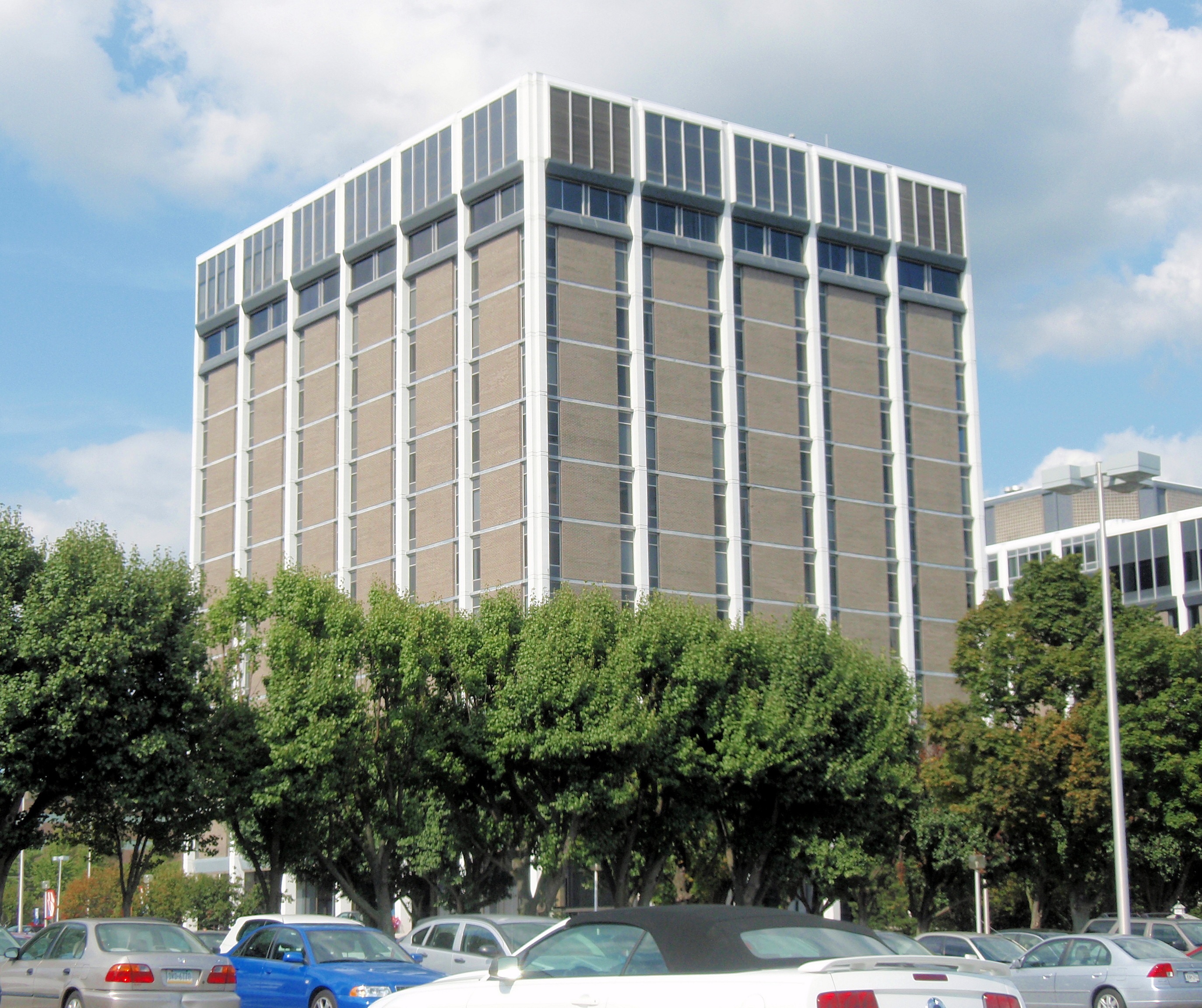
Колишній офіс Firaxis Games в Гант-Веллі, штат Меріленд, США, 2008 рік

Після утворення студія випустила кілька ігор, що використовують гучне ім'я Сіда Меєра в назві — Sid Meier's Gettysburg ! , Sid Meier's Antietam ! (тактичні варгейми, засновані на подіях Громадянської війни в США) і Sid Meier's Alpha Centauri (глобальна стратегія по колонізації Альфа Центавра, ідейний продовжувач Civilization). У 2001 році вийшла добре прийнята критиками і гравцями «Sid Meier's» «Civilization III». У листопаді 2004 року вийшла Sid Meier's Pirates !, Ремейк старої гри MicroProse «Sid Meier's Pirates» 1987 року.
Відразу після виходу «Civilization IV» у жовтні 2005 року, 7 листопада стало відомо, що видавець Take-Two Interactive придбав студію Firaxis .  У результаті кадрових перестановок компанію залишив один із засновників, Джефф Бріґґз. У квітні 2007 року студію залишив ще один ключовий співробітник — Сорен Джонсон, який відповідав за розробку Civilization III і Civilization IV. Джонсон пізніше приєднався до розробки гри «Spore». У вересні 2009 року студія переїхала з Гант-Валлі в Спаркс.